# Manuel Puig
Manuel Puig (n. 28 decembrie 1932, General Villegas, Argentina — d. 22 iulie 1990, Cuernavaca, Argentina) a fost un scriitor argentinian. Printre cele mai cunoscute romane scrise de Puig se numară: La traición de Rita Hayworth (1968), Boquitas pintadas (1973) și El beso de la mujer araña (1976) („Sărutul femeii păianjen”), care a fost transpus în film de Héctor Babenco, iar în 1993 într-un musical.